# Piper austromexicanum
Piper austromexicanum är en pepparväxtart som beskrevs av William Trelease. Piper austromexicanum ingår i släktet Piper och familjen pepparväxter. Inga underarter finns listade i Catalogue of Life.